# N-gram

Một vài n-gram thường tìm thấy trong các tiêu đề ấn bản về bệnh virus corona 2019.

Trong lĩnh vực ngôn ngữ học tính toán và xác suất, n-gram là một chuỗi tiếp giáp của n phần tử từ một mẫu văn bản hay lời nói cho trước. Các phần tử có thể là âm vị, âm tiết, chữ cái, từ hoặc các cặp cơ sở (base pairs) tùy theo ứng dụng. Các n-gram được thu thập điển hình từ một tập dữ liệu văn bản hoặc tập dữ liệu lời nói. Khi các phần tử là các từ, n-grams có thể được gọi là các shingle.
Sử dụng tiền tố số học, một n-gram có kích thước n là 1 được gọi là "unigram"; kích thước n = 2 gọi là "Bigram" (hoặc, ít phổ biến là "digram"); kích thước n = 3 là "Trigram". Trong sinh học tính toán, một polyme hoặc oligomer với kích thước cho trước gọi là k-mer thay vì dùng n-gram, với các tên đặc biệt dùng tiền tố số học như "monomer", "dimer", "trimer", "tetramer", "pentamer",...